# サラエボ旅行案内
『サラエボ旅行案内』（サラエボりょこうあんない、英語: Sarajevo Survival Guide）は、1993年11月10日にFAMA（ファマ）が制作した書籍。1993年に英語で出版され、1994年に日本語版が出版された。FAMAはユーゴスラビアの独立系プロダクションで、ユーゴスラビア紛争が起きた際に本プロジェクトを行なった。ボスニア・ヘルツェゴヴィナの首都サラエヴォで包囲攻撃を受けながら、どのように生活するか、どのように恐怖を克服するかをユーモアを交えて描いている。内容は旅行案内書のパロディとなっており、「普通に暮らすことが戦争に対する抵抗だった」「普通でない状況を普通に生きることがルールだった」とも表現される当時のサラエヴォの状況の記録でもある。

## 背景

ユーゴスラビア解体のプロセス

### ユーゴスラビア紛争

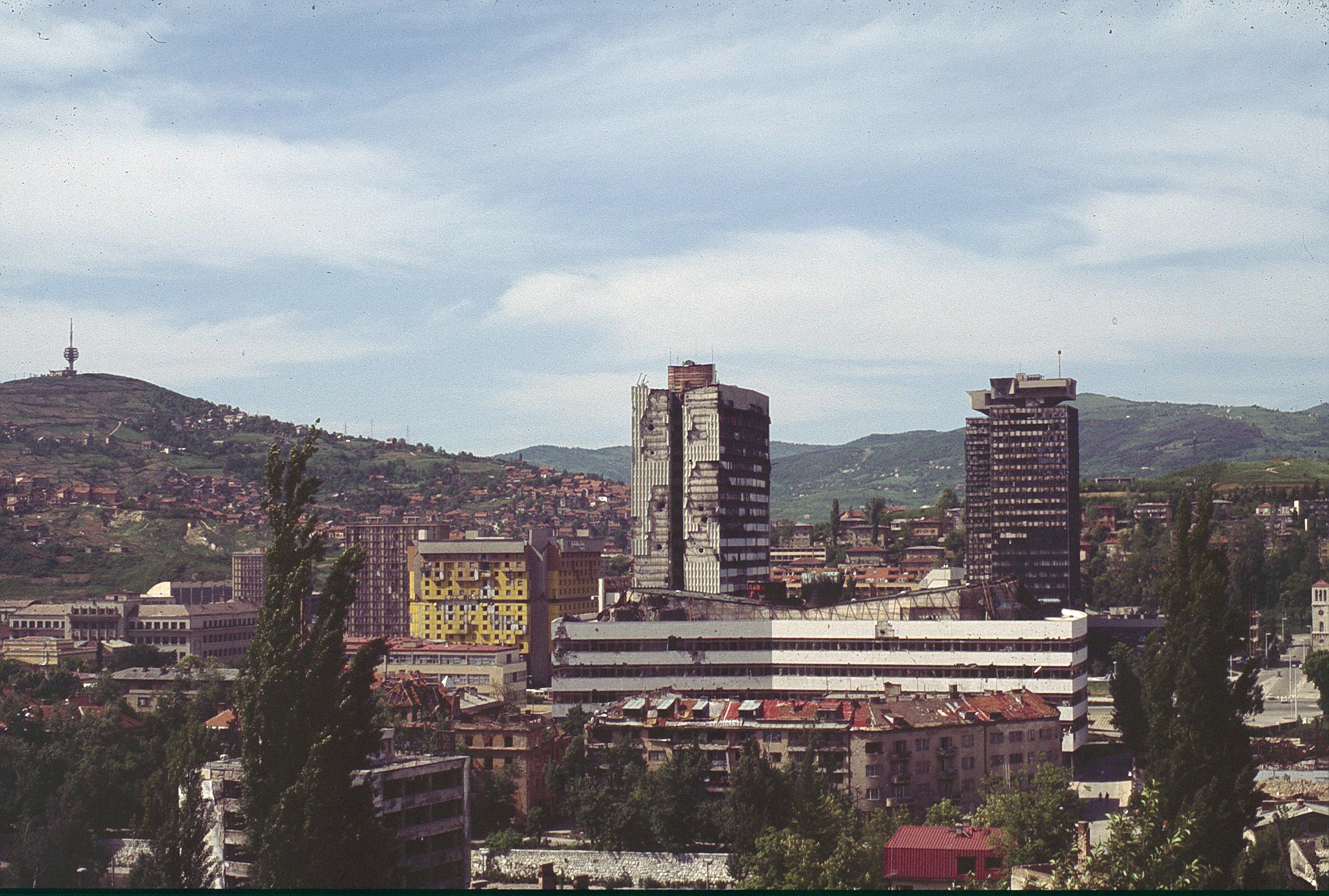
1996年のサラエヴォ。盆地の中に位置する都市であり、周囲の高所から4年間攻撃を受けた。

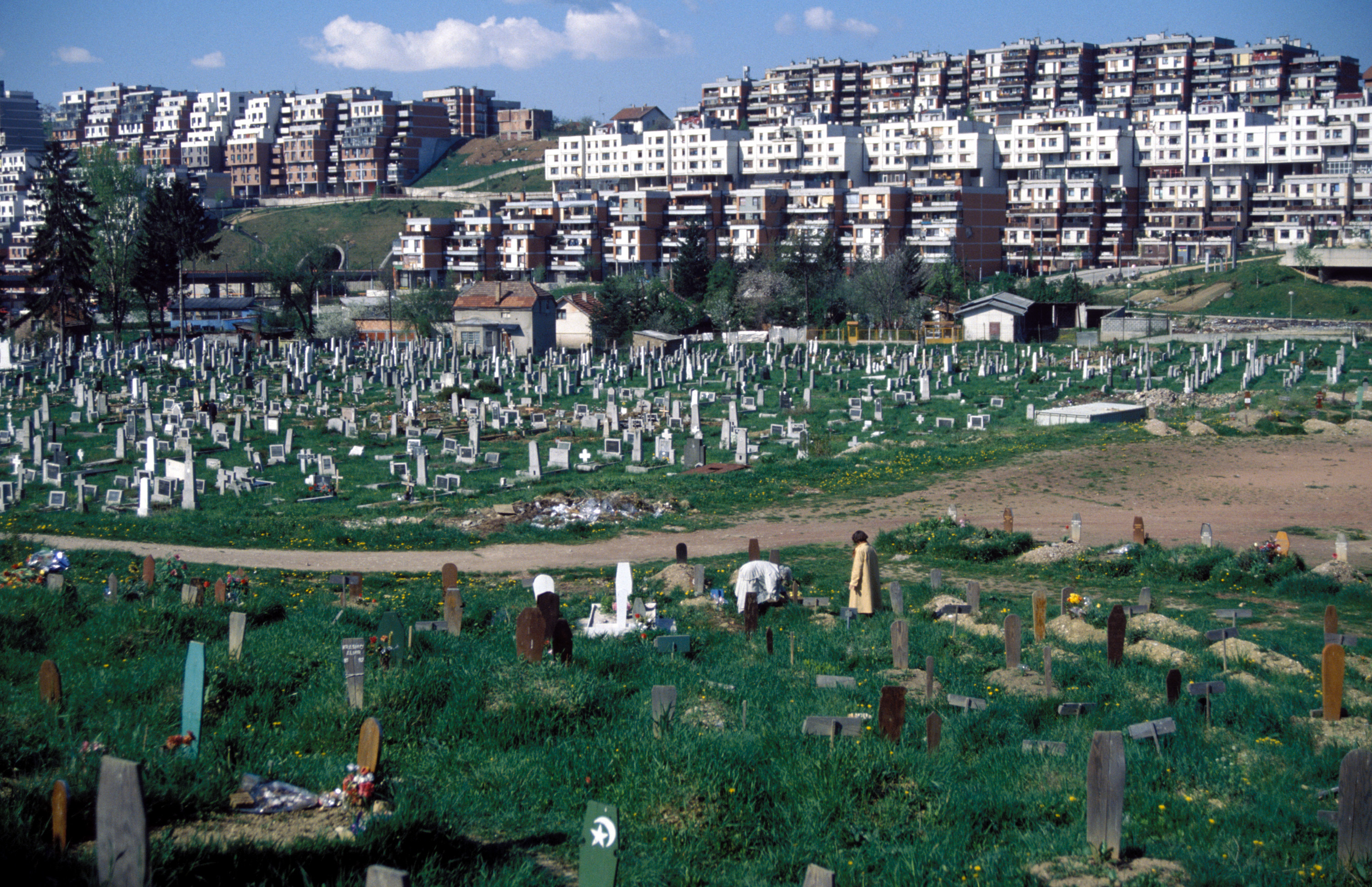
1984年サラエボオリンピックの会場跡地は、犠牲者が急増したため墓地となった。

ユーゴスラビア社会主義連邦共和国（旧ユーゴスラビア）は、多様性を内包した国家として体制を維持していた。しかし1980年代からの経済危機によって連邦政府への不満が高まり、共和国間の経済格差も明らかとなった。1990年の各共和国の選挙では、連邦からの独立を進める政権が相次いだ。各共和国は、連邦共和国憲法に従わずに選挙を行なったため、連邦の法秩序は弱体化し、連邦政府や連邦軍の統合システムも崩壊した。連邦政府は各共和国の政策を抑止できなくなり、民族主義や排外主義による力の行使を拡大させる結果となった。同年6月にスロベニアとクロアチアが独立を宣言すると、セルビアとの間で武力衝突が起きてユーゴスラビア紛争が開始された。
ユーゴスラビア連邦に属するボスニア・ヘルツェゴヴィナも独立を進めたが、1990年11月の選挙でボシュニャク人（ムスリム人）、クロアチア人、セルビア人の民族別政党が対立した。他の共和国と異なり、民族主義者が3つの勢力に分かれていたために国内の混乱が激しかった。1992年に独立をめぐる国民投票が行われる頃には、3つの民族勢力は武装化を進めており、3月からボスニア・ヘルツェゴヴィナ紛争が開始された。ボスニア・ヘルツェゴヴィナは3民族の他にもロマ、アルバニア人、ユダヤ人などさまざまなアイデンティティを持つ人々の多民族国家であり、また民族間結婚が多いためユーゴスラビア人というアイデンティティが都市部に多かった。民族別の政党による対立は分断をもたらし、紛争後にも問題を残す原因となった。

### サラエヴォ包囲
サラエヴォは、1453年からボスニアを統治したオスマン帝国によって商業都市として栄えた。職人や商人が住むバシュチャルシヤ地区や、モスク、図書館、ハンマーム、マドラサなどがオスマン帝国時代に建設された。1878年に統治権がオスマン帝国からハプスブルク帝国に移ると、ウィーンにもとづいて都市計画が進められた。セルビア正教会やカトリック教会の聖堂、ユダヤ教のシナゴーグも建設され、サラエヴォはイスラーム建築と西ヨーロッパ風の建築が混じり合った景観の都市として成長した。
ボスニア・ヘルツェゴヴィナ紛争によって、ボスニア・ヘルツェゴヴィナの首都サラエヴォはスルプスカ共和国軍やユーゴスラビア人民軍（JNA）を中心とするセルビア人勢力に包囲され、260台の戦車、120台の迫撃砲、そのほか多数の火器による攻撃を受けた。サラエヴォ包囲と呼ばれ、あらゆる施設が標的となり、路上の市民も狙撃兵に狙われた。包囲は1992年4月5日から1996年2月29日までの1425日間に及び、近代以降の戦争においては最長とされる。攻撃で殺された市民は11000人以上で、そのうち子供は約1600人となった。包囲中のサラエヴォは外界から遮断され、外交、報道、国連組織や人道支援の団体だけが出入りできた。

### FAMA（ファマ）
本書を制作したプロダクションであるFAMAは、1990年にサラエヴォでスアダ・カピッチ（Suada Kapic）が設立した。ユーゴスラビア初の独立系マルチメディア企業として紛争前から活動し、国営テレビ番組も制作した。それまでユーゴスラビアにはなかった、政治を題材にしたポリティカル・エンターテイメントを娯楽番組として表現し、政治は真摯なものであると考えていた市民の反響を呼んだ。紛争の1ヶ月前には『ゲーム・ウィズ・フロンティア』というゲーム番組を制作し、プレイヤーが分割された領土を奪い合うというルールで、その後のユーゴスラビアを予見するような内容だった。
紛争の開始後は、芸術家らの協力を得てサバイバルのための複数のプロジェクトを進め、本書もその1つとなった。本書はガイドブックの体裁を取りつつも、紛争進行中の1993年時点の記録であり、恐怖を機知によって克服する試みでもあった。

## 内容
本書の造本や構成はミシュランガイドを参考としている。ミシュラン社の旅行ガイドのように、サラエヴォを訪れる旅行者向けのガイドブックという設定で書かれている。都市の簡単な紹介から始まり、衣食住、インフラストラクチャー、情報が不足している状態でどんな風に生きてゆくかを教える内容になっている。
英題には「サバイバル・ガイド」とあり、サバイバルという語には生物学的な意味と精神的な意味が込められている。サラエヴォでは水や食料などの生物学的な生存のほかに、文化的な活動などの精神的な生存も重要となった。包囲攻撃によって「ハードウェアが破壊され、ソフトウェアが生き延びた」という表現も用いている。ここでのソフトウェアとは、人間の知恵を指す。FAMAはオーラル・ヒストリーの手法も用いて情報を集め、本書の内容に反映した。
FAMAはどうすれば外部の人間にサラエヴォの状況を読んでもらえるかを検討し、本文はユーモア仕立てとなった。人間は悲惨な出来事を耳目にすることを嫌うため、読みやすい形でサラエヴォに起きたことを知らせようと考えた結果、この形式となった。
各ページには、サラエヴォ包囲中の写真が掲載されている。日常の風景を撮影したものだが、市内の炎上や攻撃を受けた市民、流血の場面もあり、FAMA代表のカピッチによれば「平和なところに住んでいる人間にはとてもショッキングな写真」が含まれている。

### 目次

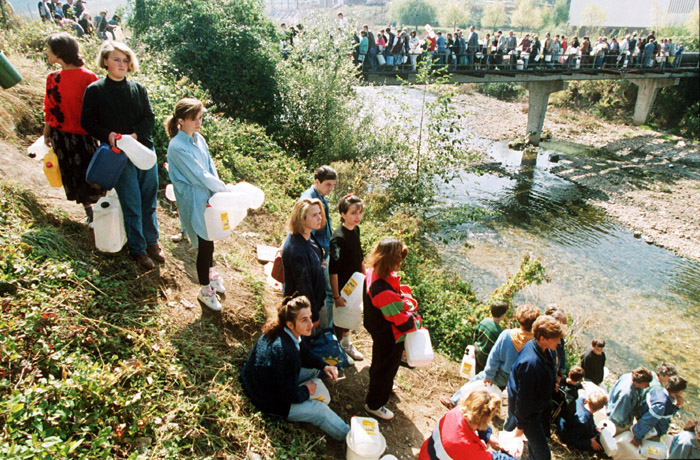
ポリタンクで水を収集する人々の行列。

### 飲食
マカロニや米が増え、料理の食材でもそれまで使われていたチーズや小麦粉の代用として米が使われるようになった。国際機関や援助団体からの配給のほか、空き地や建物の空きスペースを活用した野菜の栽培をすすめている。窓の敷居やバルコニーも使われ、タマネギ、パセリ、レタス、ニンジン、サトウダイコン、トマトなどが植えられた。人道支援で配給されるランチパックは、ほかのものを加えてかさを増して分けて食べることをすすめている。
料理については、肉と野菜の保存方法に始まり、ボスニア・ヘルツェゴヴィナの名物でもあるピタや、粉ミルクから作る自家製チーズ、街中で見つけたカタツムリや野草の調理法が掲載されている。デザートとして中世ボスニアに由来するハルヴァという菓子や、酒類としてエチルアルコールや砂糖を使ったサラエボ・コニャックなどもある。食材には油や缶詰など支援物資も含まれ、特に肉は支援物資の缶詰の他にはほとんど存在しないとされる。

### 住居
居間や廊下は薪を置くスペースとして使い、攻撃の音が聞こえた際の避難先として階段や地下室が多いと書かれている。攻撃によって自宅を失った場合は、市内から脱出した人々の住居で一時的に住むための賃貸や売買の契約がある。窓ガラスの多くが攻撃で失われたため、ビニールシート、段ボール、米袋、ドアなどの代用物でふさぐことをすすめている。

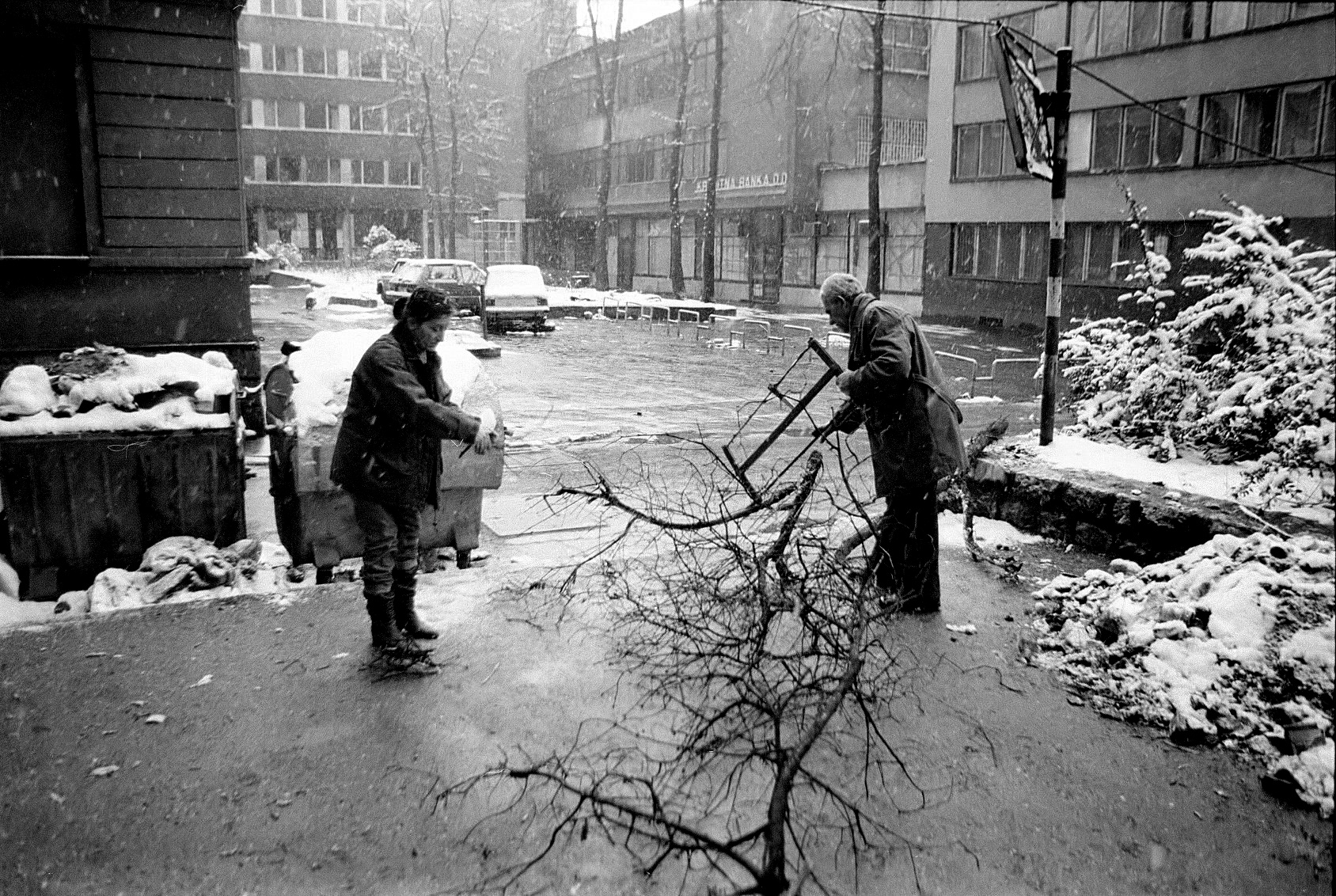
薪にするために街路樹を伐採する人々。

### 電気・水道・燃料
ひんぱんに起きる断水と、水を得るためのポイントについての情報が掲載されている。官邸前の給水所、狙撃の危険がある渓谷の近く、そして近所の配水管などから水を取ることがすすめられている。水を飲めるようにする浄水剤は1.5リットル用と5リットル用があり、軍隊、警察、国連防護軍、役所が配布している。
暖房の燃料にするために木製製品、街路樹、公園の樹木などを薪にすることが書かれている。電池は紛争開始後に払底したため、塩水の中で加熱したり自動車のバッテリーにつないで充電する方法が書かれている。自動車のバッテリーを室内の電源に使うコツとして、小さい電球を付けることをすすめている。

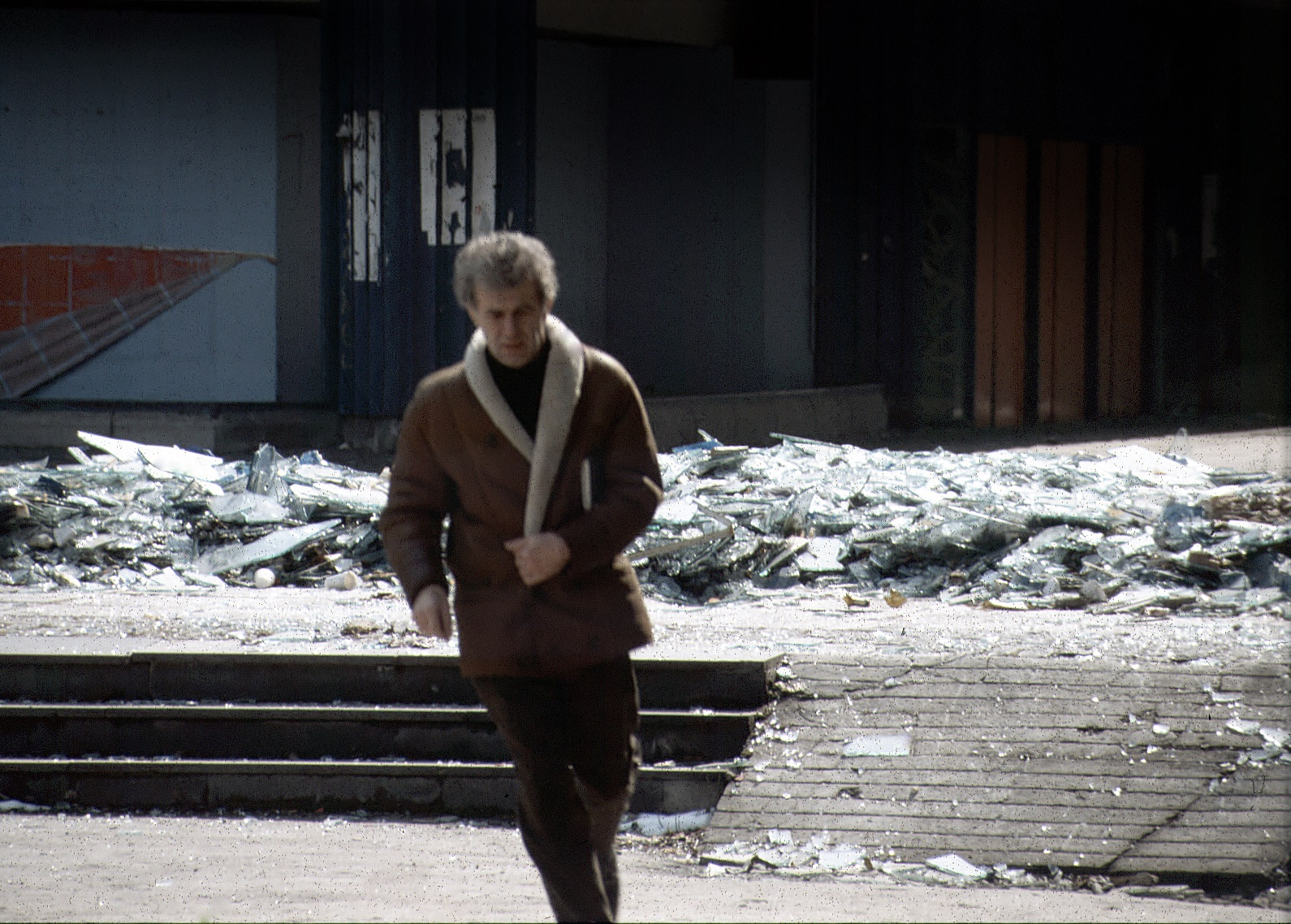
狙撃を避けるために走って道路を横断する。

### 交通・通信
サラエヴォのメインストリートは狙撃兵に狙われており、「スナイパー通り」とも呼ばれた。攻撃や燃料事情により鉄道やバスなどの交通機関はほぼ停止し、信号も消えている状況で、自転車やショッピング・カート、自動車、徒歩での移動が説明されている。
電力事情の悪化により電話がつながらないため、アマチュア無線の技士に頼んで連絡を取り合う方法が書かれている。市内の郵便は、サラエボ市内が分断されているために別地区宛のものは国外郵便と同じほどの期間がかかる。クロアチアへ出国するためにはクロアチアからの保証人の手紙が必要となる状況も書かれている。
1993年には市内からサラエヴォ国際空港へつながるトンネルが開通していた。FAMA代表のカピッチが日本に来る際も、このトンネルを使っている。トンネルを使って物資が市内に運ばれていたが、当時は機密事項とされており、本書には書かれていない。包囲の終了後には、記念としてトンネル博物館が設立された。

### 通貨・物価
ユーゴスラビア・ディナールに代わって、独立宣言後は自国通貨としてボスニア・ヘルツェゴヴィナ・ディナールが採用されたが、金融機関が麻痺し、流通も不安定だった。そうした状況下での経済や買い物についても書かれている。中でも外貨の優越性が特筆されている。外貨も種類によって人気が異なり、最も有利なのがドイツ・マルクで、1マルク＝550ボスニア・ヘルツェゴヴィナ・ディナールに相当し、ブラックマーケットでは1200から1300ディナールになる。USドルは人気がなく、両替もほとんどされない。買い物のほかにサービスでも外貨が求められ、理髪、メガネや時計の修理にもマルクが求められると書かれている。
通貨での買い物よりも役に立つ手段として物々交換があり、いくつかのレートが紹介されている。コーヒー豆2キロ＝プロパンガス12キロ、料理用油1リットル＝タバコ1カートンと安いリキュール1リットル、中古の男性用ウィンタージャケット＝タマネギ3キロなど。

### 冠婚葬祭
葬儀は攻撃を避けるために早朝か夕暮れに行われる。共同墓地は一杯になり、閉鎖されていた古い共同墓地が再開されたが、それも一杯となったため運動場が使われた。両脚を失ったカップルが、包囲下の病院で結婚した式の写真も掲載されている。

### 文化活動・娯楽
市内でできるレクリエーションとして、1日に6キロのウォーキング、危険を避けるためのランニング、バルコニーから出入りするためのクライミング、燃料を手に入れるためのツリーカッティングなどを紹介している。室内では階段で遊ぶトランプが多く、ランチパックや油、缶詰を賭ける。公園の樹木は燃料として切り倒され、動物園の動物たちは包囲攻撃の狙撃や餓えによって死亡し、2頭のポニーと数羽のクジャクだけが残った。
包囲下でも市内では創造行為が続けられた。芸術家だけでなく、サラエヴォの市民がさまざまなイベントを見に行くことが戦争に対する文化的な抵抗の意味も持っていた。包囲中に「ミス包囲都市コンテスト」も開催された。
ラジオは公営放送の「スタジオ・サラエヴォ」が24時間放送を流し、人気のある放送局は「ズィード（壁）」と「スタジオ99」だった。新聞は日刊紙「オスロボジェニェ」がビルを破壊されたのちも発行された。噂は、もっとも重要で早い情報源になった。
本書には、文化活動を体験するための情報も掲載されている。展覧会は赤十字ビルを会場として週1回開催され、地元の絵画、彫刻、コンセプチュアル・アートが展示される。劇場はメインストリートのカメルニ・テアタル55という市内で最も安全な場所がある。映画は週1度、スツェーナ・オバラで上映があった。演劇や映画は、夜を避けて午後1時から行われた。

### 支援団体
国連防護軍（UNPROFOR）は、本書では負傷者の輸送、人道支援物資の運搬、空港への送迎、公共施設の修復や清掃を行う組織として紹介されている。国連防護軍が来た当初は市民に救済の希望として歓迎されたが、紛争は止められなかった。国連のほかに赤十字社、メルハメット（イスラーム教徒主体）、カリタス（カトリック主体）、ドブロトボル（セルビア正教徒主体）、イェブレイスカ・オプシュティナ（ユダヤ人主体）、アドラなどの支援団体が市内で活動している。そうした団体に荷物を預けて送ったり、手紙を託す方法が書かれている。
支援団体の協力で、市民が非公式にサラエヴォから出る方法も書かれている。出国支援は護送隊とも呼ばれ、団体によって条件が異なっていた。裏のルートを使う場合は100マルクから200マルク、封鎖地区（グルバビツァ）からベオグラードに行くには1000マルクかかるとされている。

### 旅行者へのアドバイス
持ち物として、走れる靴、ポケットの多いスラックス、浄水剤、ドイツマルク、電池、マッチ、ビタミン剤、缶詰、飲み物、タバコをすすめている。行動面では、感情をあらわにしないこと、トラブルをジョークに変えること、今までの習慣を捨てること、憎まずにからかうことなどをすすめている。

## 制作スタッフ
『Sarajevo Survival Guide』は、以下のスタッフによって制作された。
テキスト：ミロスラブ・プルストエビッチ（Miroslav Prstojevic）
写真：ジェリコ・プリッチ（Zeljko Puljic）（FAMA）
デザイン：ネナド・ドガン（Nenad Dogan）
編集：マヤ・ラゾビッチ（Maja Razovic）、アレクサンドラ・ワグナー（Aleksandra Wagner）
翻訳：アレクサンドラ・ワグナー、エレン・エリアス＝ブルサッチ
日本語版『サラエボ旅行ガイド』は、実験制作・展示機関であるP3 art and environmentによって制作された。
翻訳：P3 art and environment
協力：インゴ・ギュンター、倉森京子、APF通信社、八木和美
ブックデザイン：INK SPOTS 清野僚一
地図制作：若月好和
日本では、FAMAとP3が協同で1994年4月に写真展「サラエボ・サバイバルガイド」を開催した。カピッチはトンネルを使って包囲を抜けて空港へ移動し、来日を果たした。

## 出版後の状況・本書の影響

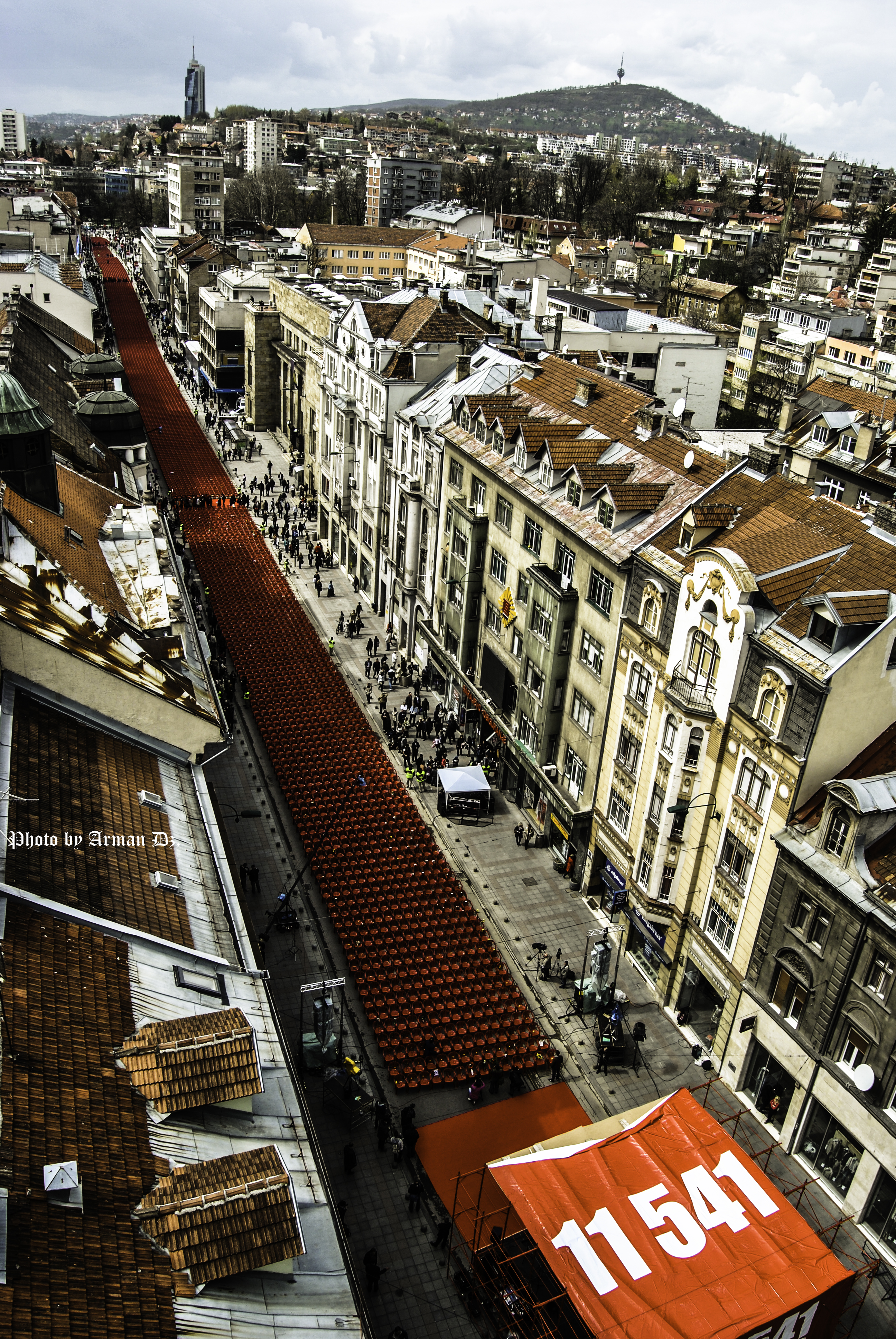
サラエヴォ包囲20周年のイベント「サラエヴォ・レッドライン」（2012年4月6日）。メインストリートに並んだ空席の赤い椅子は包囲の犠牲者を表し、死者も式典の参加者であるというメッセージを発している。

本書の発表後も包囲は続いた。戦況はサラエヴォにとって厳しくなり、1995年の夏には演劇などのイベントは行われなくなっていた。NATOは同年8月に大規模な空爆をセルビア人勢力に対して行い、1995年11月のデイトン合意によって和平が成立してボスニア・ヘルツェゴヴィナ紛争は集結した。
紛争の終結によって、サラエヴォ包囲も終了した。ボスニア・ヘルツェゴヴィナは、ボスニア・ヘルツェゴヴィナ連邦、スルプスカ共和国、ブルチコ行政区の連合体となった。サラエヴォは分断され、東部がセルビア人、西部がボシュニャク人やクロアチア人の住む地区となり、行政やインフラストラクチャーも別個のものとなった。内戦後のボスニア・ヘルツェゴヴィナ経済は、トルコ資本やアラブ資本が増加し、特にガーズィー・ヒュスレヴ・ベイのモスクなどイスラーム建築の修復に使われた。包囲中に行われた演劇、コンサート、スポーツなどのイベントのフライヤーは、ボスニア・ヘルツェゴヴィナ歴史博物館に展示された。
デイトン合意にもとづいた憲法ではボシュニャク人、クロアチア人、セルビア人の3民族が重視されており、この3民族以外は大統領評議会や議会民族院への非選挙権がない。民族主義に反対するデモが起きるが選挙では民族主義政党の当選者が多く、FAMA代表のカピッチは民族主義の政治家を批判的に見ている。
FAMAは本プロジェクトを進めた際、サラエヴォで起きた人災に限らず、世界のどこでも深刻な災害が起こりうると考えていた。カピッチは1994年のインタビューで次のように語っている。
その後のFAMAの活動として、サラエヴォの各所で起きた戦いを記録した『サラエヴォ・サバイバル・マップ』、包囲を体験した人々への22の質問を集めた『LIFE』という雑誌、FAMAの活動を集めた大部の書籍『The Siege of Sarajevo』、紛争の責任問題を問うテレビシリーズなどがある。FAMAのプロジェクトは1994年にニューヨークでも発表されたが、当時マスメディアでは紹介されなかった。その後、2001年9月11日にアメリカ同時多発テロ事件が起き、2005年にニューヨーク市は「サバイバルガイド」を発表した。2017年にFAMAはサラエヴォ市が授与する最高の賞であるサラエヴォ4月6日賞を受賞した。
作家の角田光代は、本書をきっかけとして2012年にサラエヴォを訪れ、カピッチと対面した。サラエヴォの人々と話し、普通に暮らすことや楽しみを見つけること、ひどい状況下でもジョークを言うことで戦争に抵抗していたと知る。子供時代を包囲の中ですごし、サラエヴォについての著作があるヤスミンコ・ハリロビッチ（Jasminko Halilovic）にも角田は対面した。ハリロビッチは、包囲時期に子供だった人々に「あなたにとって戦争とは何だった？」という問いかけをEメールで募集して書籍化しており、角田はその日本語版『ぼくたちは戦場で育った』の翻訳者となった。